# Ljoebov Tolkalina
Ljoebov Nikolajevna Tolkalina, ook wel Ljoeba Tolkalina (Russisch: Любо́вь Никола́евна Толка́лина) (Rjazan, 16 februari 1978) is een Russische film- en televisieactrice. In 1999 studeerde zij af aan de theaterfaculteit van het Rijksinstituut voor Cinematografie (VGIK/ВГИКа).
Van 1999 tot 2003 was zij actrice bij het Theater van het Russische Leger (Театра Российской Армии). Zij vertolkte er de rollen van onder meer Sarah in Ivanov van Tsjechov (1999) en van Desdemona in Othello van William Shakespeare (2000).
In 2002 verwierf zij ruimere bekendheid door haar rol in de actiefilm Antikiller, die nadien nog een vervolg kende. Zij had rollen in verschillende televisieseries. In de tragikomedie Ik hou van jou (Ya lyublyu tebya/You I Love) uit 2004 van Olga Stolpovskaja en Dmitry Troitsky speelt zij de rol van Vera, een vrouw die wordt geconfronteerd met de homoseksuele relatie van haar vriend. Deze film, die door de thematiek van homo- en biseksualiteit ophef maakte in Rusland, kende ook internationale verspreiding.
In Vlaanderen werd zij bekend door de rol van Olga in het eerste seizoen van de televisieserie Matroesjka's over vrouwenhandel.
Zij is gehuwd met de Russische regisseur Jegor Kontsjalovski. Zij hebben een dochter, Masja.

## Filmografie
- Moskva, ja ljoebljoe tebja! (2010)
- Kompensatsija (2010)
- Dalshe - ljoebov (2010)
- Stolitsa grecha (2009)
- Nasja Masja i Volsjebnyj orech (2009)
- Zapresjtsjennaja realnost (2009)
- Nevesta ljoeboj tsenoj (2009)
- Utsjastkovaja (2009)
- Doroga, vedusjaja k sjastjoe (2009)
- Sjalnoj angel (2008)
- Odnazjdy v provintsi (2008)
- Fotograf (2007)
- Otkroite, ded moroz! (2007)
- Zastava (2007)
- Konservy (2007)
- Davaj poigrajem! (2007)
- Kavkaz (2005)
- Pobeg (2005)
- Matroesjka's (2005)
- Talisman ljoebvi (2005)
- Sloesjatel (2004)
- Ja ljoebljoe tebja (2004)
- Antikiller 2: Antiterror (2003)
- Mail Order Bride (2003)
- Linija zasjtsjity (2002))
- Antikiller (2002)
- Red Serpent (2002)
- Zatvornik (2000)
- Vasilisa (2000)